# كبريتات الهيباران

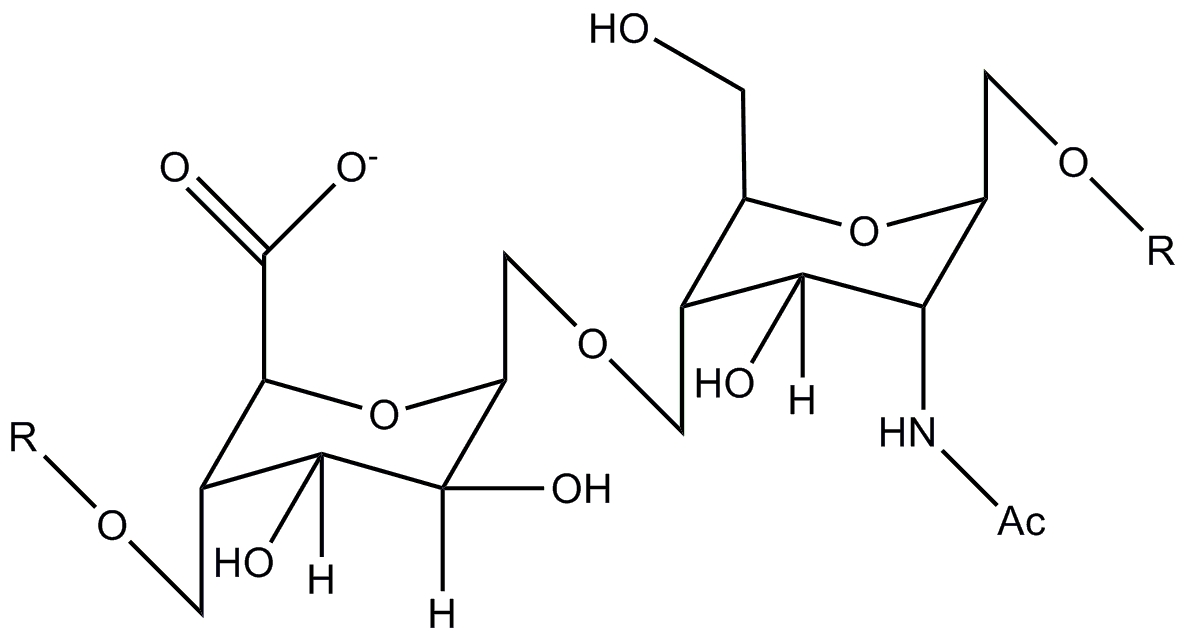

كبريتات الهيباران أو سلفات الهيباران (Heparansulfat) ينتمي إلى مجموعة من الجليكوزامينوجليكان، التي تتكون من سلاسل طويلة من السكر الثنائي، وتنتمي كذلك إلى مجموعة الهيبارينات. السكر الثنائي من كبريتات الهيبارين تتكون من وحدات د-الجلوكوزامين جنبا إلى جنب مع د-حمض الغلوكونيك أو L-حمض ايديورونيك، حيث ان
- R1, R3 = SO3H/H
- R2 = SO3H/Ac
- X1 = COOH و X2 = H أو X1 = H و X2 = COOH

في حالة تواجد الكثير من L-حمض الاودرونيك في كبريتات الهيباران ستتشكل تركيبات حلزونية معقدة. هذة اللبنات هامة في الانسجة البنائية خارج الخلية وفي الاغشية الخلوية في الخلايا الحيوانية. مثل كل البروتيوغليكانات الحمضية يمتلك كبريتات الهيباران العديد من الشحنات السالبة (Polyanions) وبالتالي تتواجد في المحاليل بصورة غلاف التميه، وبإمكانها أيضا تخزين المياه. وتساهم بذلك في الخواص الميكانيكية للبنأ خارج الخليوي. وبالإضافة إلى ذلك، غالبا ما تشكل روابط غير تساهمية (أي روابط ضعيف نسبيا) مع حمض الهيالورونيك. وبالإضافة إلى ذلك، تعتبر كبريتات الهيباران من مضادات التجلط وهي بذلك أحد مكونات العديد من الأدوية.
كبريتات الهيباران المعدلة بصور مختلفة تضهر طرق مختلفة لتكوين روابط ويمكن أن تسهم في تجمع بعض عوامل النمو في الخلايا. يتحكم كبريتات الهيباران في تباين الخلايا الام لخلايا الجهاز العصبي من خلال ارتباط أحد هيبارانات الكبريتات المحددة بعامل النمو FGF-1 (عامل النمو الليفي) في مرحلة مبكرة من تطور الجهاز العصبي، وكذلك في وقت لاحق من التباين (FGF-2).
مستويات مرتفعة من كبريتات الهيباران في الدم يمكن العثور عليها، على سبيل المثال، في بعض الأمراض الوراثية مثل متلازمة هنتر (جنبا إلى جنب مع سلفات الكوندرويتين) وكذلك في متلازمة سانفيليبو.